# Лесная (Камчатский край)
Лесна́я — село в Тигильском районе Камчатского края Российской Федерации. Административный центр и единственный населённый пункт одноимённого сельского поселения.

## История
Статус и границы сельского поселения установлены Законом Корякского автономного округа от 2 декабря 2004 года № 365-ОЗ «О наделении статусом и определении административных центров муниципальных образований Корякского автономного округа».

## Население
| 2010 | 2012 | 2013 | 2014 | 2015 | 2016 | 2017 |
| ---- | ---- | ---- | ---- | ---- | ---- | ---- |
| 425  | ↘419 | ↘411 | ↗412 | ↘402 | ↘397 | ↗398 |
| 2018 | 2019 | 2020 | 2021 |      |      |      |
| ↗400 | ↘398 | ↘397 | ↗427 |      |      |      |

## Улицы
| - ул. Депутатская, - ул. Советская, | - ул. Тундровая, - ул. Яганова. |